# Never Shout Never
Christofer Drew Ingle (* 11. Februar 1991 in Joplin, Missouri), bekannt unter dem Künstlernamen Never Shout Never, ist ein amerikanischer Akustik-Pop-Musiker (Gesang, Gitarre, Ukulele, Klavier und Mundharmonika).

## Leben
Ingle begann im September 2007 unter dem Künstlernamen NeverShoutNever Musik zu machen. Seine erste Aufnahme veröffentlichte er im Internet und erlangte durch MySpace mit dieser auch Erfolg, bevor er die EP Yippie! am 29. Juli 2008 herausbrachte. Am 30. Juli 2008 trat er bei MTVs Total Request Live auf, wo er die Single Bigcitydreams spielte. Er tourte im Herbst 2008 zusammen mit Hellogoodbye und Ace Enders.
NeverShoutNever! tourte auch  mit The Scene Aesthetic, The Honorary Title, und The Bigger Lights Ende Februar 2009 und mit Bands wie Forever the Sickest Kids, The Cab und Mercy Mercedes.
Er startete zudem ein Solo-Projekt, das unter dem Namen The Modern Racket läuft, und ist Leadsinger der Band Eatmewhileimhot.
Die Mitglieder seiner Band sind Taylor McFee (Bass) und Hayden Kaiser (Tambourin, Djembe, Xylophon).
Er steht bei Warner Bros. Records unter Vertrag, hat aber als Teil des Vertrags sein eigenes Label Loveway Records gegründet, bei dem er seine Musik und die seiner Freunde veröffentlicht. Das Debütalbum von NeverShoutNever! What is Love? wurde von Butch Walker produziert. Das dritte Album Time Travel wurde am 20. September 2011 veröffentlicht. Es ist das erste Album, das als komplette Band veröffentlicht wurde. Im November 2012 erschien das Album Indigo.
Ingle ist ein großer Beatles- und Ramones-Fan. Christofer Drew Ingle folgt einer strengen vegetarischen Ernährung.

## Künstlername
Seit November 2008 ist die offizielle Schreibweise von Ingles Künstlernamen „NeverShoutNever!“. Vorher war die Schreibweise auf iTunes und der offiziellen Website Ingles „Never Shout Never“. Warner Bros. Records benutzt jedoch „Never Shout Never“.
In einem Interview verriet Ingle, dass es in seinem Künstlernamen kein Ausrufezeichen mehr gebe und dass er NeverShoutNever in einem Wort aussprechen werde, wenn er glücklich ist, aber in drei Worten, wenn er es nicht ist.

## Diskografie
Alben
- What is Love? (2010)
- Harmony (Herbst 2010)
- Time Travel (September 2011)
- Indigo (2012)
- Sunflower (2013)
- Recycled Youth Vol. 1 (2015)
- Black Cat (2015)

EPs
- demo-shmemo (2008)
- The Yippee EP (2008)
- Me & My Uke EP (2009)
- The Summer EP (2009)
- Never Shout Never (2009, US: Gold)[3]
- Melody EP (2010)
- The Modern Racket (2011) (Christofer's side-project)

Livealben
- Never Shout Never & The Maine (21. Dezember 2010)
- Love (Live) (14. Februar 2011)
- To Pick a Town Up (3. Juni 2011)

Singles
- Dare4Distance (2008)
- Bigcitydreams (2008)
- 30days (2008)
- Happy (2009)
- Trouble (2009)
- What is Love (2009)
- Can't Stand It (2010)
- Coffee and Cigarettes (2010)
- CheaterCheaterBestFriendEater (2010)
- Sweet Perfection (2011)
- Time Travel (2011)
- Simplistic Trance – Like Getaway (2011)
- Small Town Girl (2012)
- Till the Sun Comes Up (2012)
- I’m Sorry (2012)